# Serambi Gunung
Serambi Gunung is een bestuurslaag in het regentschap Seluma van de provincie Bengkulu, Indonesië. Serambi Gunung telt 1874 inwoners (volkstelling 2010).